# Marian Konieczny

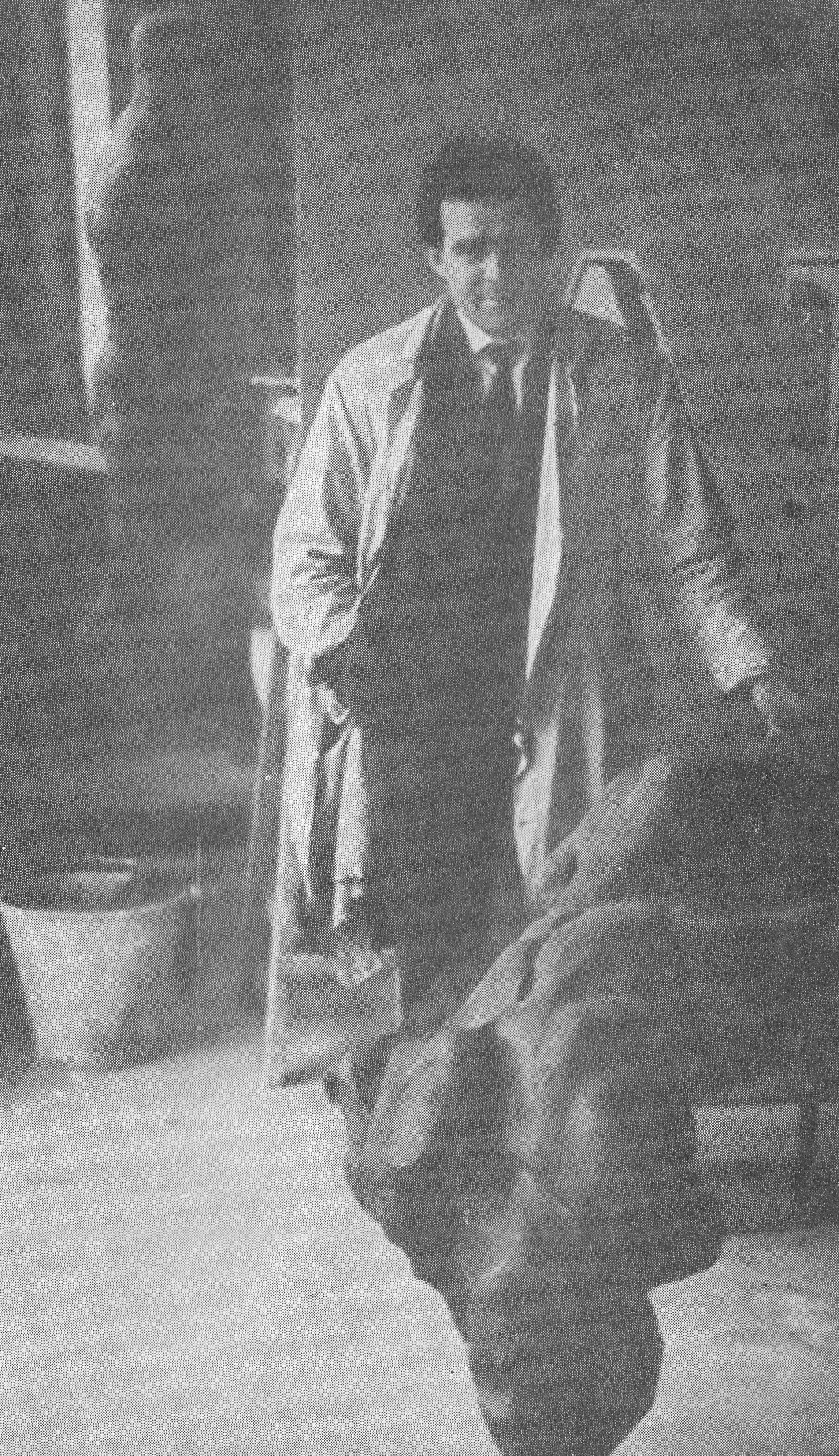
Marian Konieczny w swojej pracowni

Marian Adam Konieczny (ur. 13 stycznia 1930 w Jasionowie, zm. 25 lipca 2017 w Jaroszowcu) – polski rzeźbiarz, profesor, dziekan Wydziału Rzeźby (1968–1972) i rektor (1972–1981) Akademii Sztuk Pięknych im. Jana Matejki w Krakowie, poseł na Sejm PRL VIII i IX kadencji z ramienia PZPR, członek Rady Krajowej PRON. W 1975 delegat na VII Zjazd PZPR, w 1978 członek egzekutywy Komitetu Krakowskiego PZPR oraz przewodniczący Krakowskiego Komitetu Frontu Jedności Narodu. Honorowy członek Akademii Sztuk Pięknych ZSRR.

## Życiorys
Był synem małorolnego chłopa Stanisława i Stefanii. W czasie okupacji niemieckiej ukończył dwie klasy gimnazjum na tajnych kompletach. Uczęszczał do Gimnazjum Klasycznego w Brzozowie, a od 1948 na Akademię Sztuk Pięknych im. Jana Matejki w Krakowie (pracownia prof. Xawerego Dunikowskiego). Ukończył ją w 1954. Uczył się m.in. wraz z Augustynem Dyrdą. W latach 1954–1958 studiował na Instytucie im. Riepina w Petersburgu (wówczas Leningradzie), w pracowni Michaiła Kerzina, dziekana Wydziału Rzeźby. Z uczelni tej przywiózł do Polski trzy rzeźby, m.in. Starego Atletę, za którego otrzymał Srebrny Medal na Wystawie Sztuki Młodych w 1959 w Wiedniu. W 1958 podjął pracę w ASP w Krakowie i w latach 1972–1981 był rektorem tej uczelni.
W latach 1948–1954 należał do Związku Młodzieży Polskiej. W 1953 wstąpił do Polskiej Zjednoczonej Partii Robotniczej. Od 1958 do 1980 był członkiem Związku Nauczycielstwa Polskiego. Przystąpił także do Związku Polskich Artystów Plastyków. Został pochowany w alei zasłużonych krakowskiego cmentarza Rakowickiego.

O swojej twórczości powiedział:
Gdy tworzę pomnik, to traktuję własny wysiłek jako poszukiwanie odpowiedzi na konkretny, w pewnym sensie zadany temat. Fakt, że jest to zamówienie społeczne, pociąga mnie jeszcze bardziej. Nabieram wówczas pewności, iż rzeźbiarz jest jednostką w społeczeństwie potrzebną, a może nawet niezbędną... Pomnik jest po prostu głosem w dyskusji nad epoką, w której się żyje, lub nad wydarzeniem dla niej znaczącym i na swój sposób charakterystycznym.
Twórca wielkich kompozycji rzeźbiarskich, medali, portretów sławnych Polaków m.in. Konrada Swinarskiego, Krzysztofa Pendereckiego. Marian Konieczny jest także twórcą pomnika nagrobnego aktorki Barbary Kwiatkowskiej-Lass, zrealizowanego w 1998 oraz pomnika nagrobnego prof. Wiktora Zina zrealizowanego w 2012 – obydwa na cmentarzu Rakowickim.

## Realizacje
- Pomnik Bohaterów Warszawy („Warszawska Nike”) (1964)
- Pomnik Marii Curie-Skłodowskiej w Lublinie (1964)[10]
- Pomnik Wdzięczności Armii Radzieckiej w Częstochowie odsłonięty 9 maja 1968[11] (zdemontowany w 1992)
- Pomnik Lenina w Nowej Hucie z 1973 (zdemontowany w 1989)
- Pomnik Czynu Rewolucyjnego w Rzeszowie (1974)
- Pomnik Grunwaldzki w Krakowie (rekonstr. 1976)
- Pomnik Aleksandra Zawadzkiego w Dąbrowie Górniczej (zdemontowany w 1990)[12]
- Pomnik Tadeusza Kościuszki w Filadelfii (USA) z 1979
- Pomnik Wincentego Pstrowskiego w Zabrzu sprzed 1979 (przemianowany w 2018 na „Pomnik Braci Górniczej”)[13]
- Pomnik Leona Kruczkowskiego w Sosnowcu z lat 1979/1980
- Pomnik Republika Tarnobrzeska
- Pomnik Chwały i Męczeństwa w Algierze w Algierze z 1982 (współautor), założenia i projekt architektury oraz plan zagospodarowania i arch. Wiesław Kempka, projekt konstrukcji i realizację prowadziła firma Lavalin z Kanady
- Pomnik Stanisława Wyspiańskiego w Krakowie (1982)
- Pomnik Wincentego Witosa (1985), Warszawa, pl. Trzech Krzyży
- Pomnik Grzegorza z Sanoka w Sanoku (1985)
- Pomnik Chopina w Hamamatsu (Japonia) (1990)
- Pomnik Edwarda Mandella House’a w Warszawie (1991)
- Pomnik Bartosza Głowackiego w Janowiczkach (1994) pod Racławicami
- Pomnik Jana Matejki w Warszawie (1995)
- Pomnik Barbary Kwiatkowskiej-Lass (1998) na cmentarzu Rakowickim
- Pomnik Jana Pawła II i księdza Eugeniusza Makulskiego (1999) przed Bazyliką w Licheniu
- Pomnik Jana Pawła II w Leżajsku (2000)[14]
- Fontanna Apolla (2002) na Rynku Starym w Poznaniu
- Pomnik Jana Zamoyskiego w Zamościu (2005), przed d. pałacem Zamoyskich
- Rzeźby Wisła, Macierzyństwo I, Macierzyństwo II znajdujące się przed Galerią Rzeźby prof. Mariana Koniecznego w Zamościu, ul. Łukasińskiego 2 B oraz wszystkie inne zaprezentowane na ekspozycji w Galerii.

## Nagrody i odznaczenia
- Nagroda Miasta Krakowa (1973)[15]

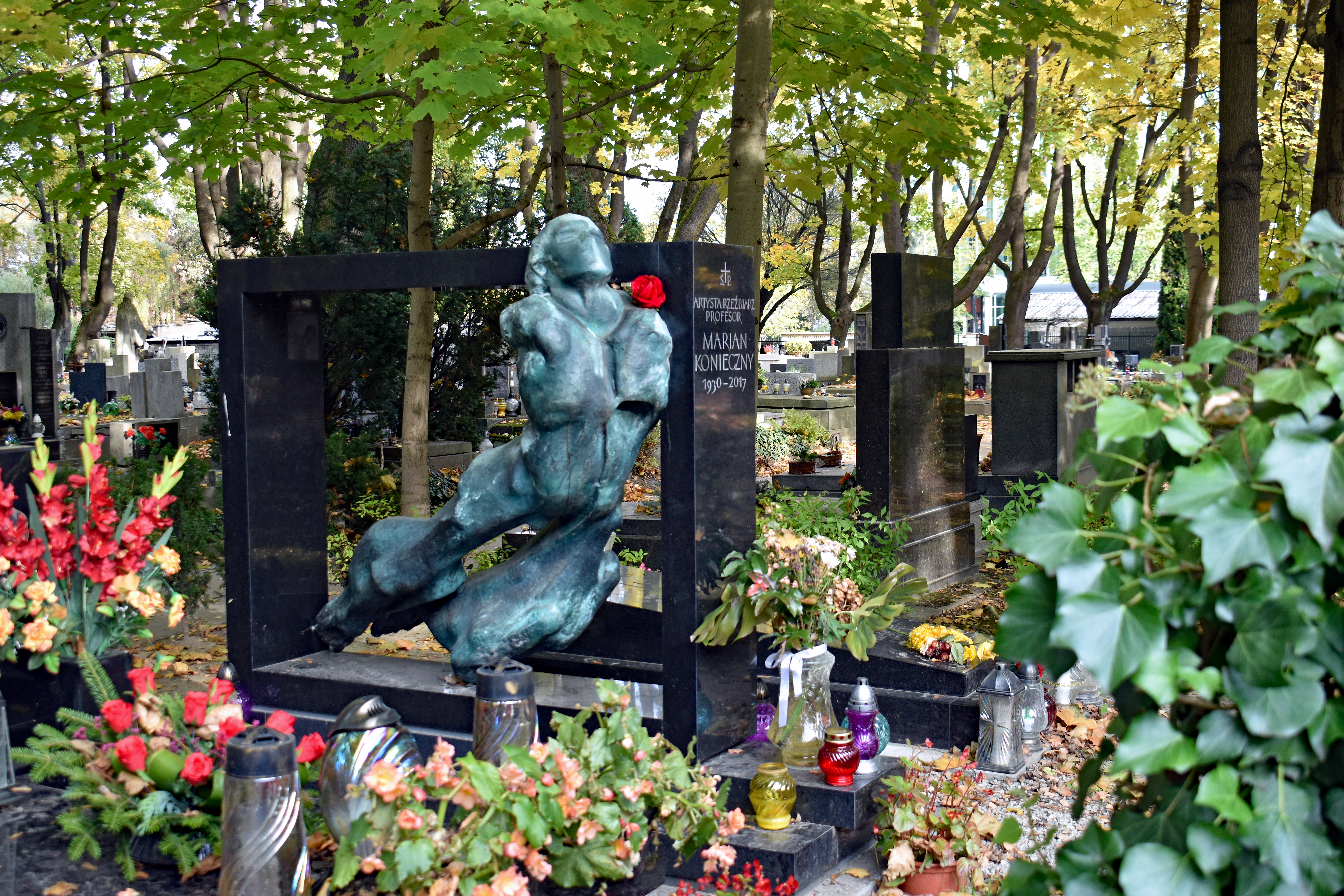
Grób Mariana Koniecznego na cmentarzu Rakowickim

- Order Sztandaru Pracy II klasy (1985)
- Krzyż Kawalerski Orderu Odrodzenia Polski (1965)
- Medal 30-lecia Polski Ludowej
- Medal 40-lecia Polski Ludowej[9]
- Nagroda „Trybuny Ludu” (1975)[16]
- Medal „Za zasługi w rozwoju współpracy kulturalnej między Polską a Związkiem Radzieckim” (przyznany przez ZG TPPR, 1974)[17]

W 1966 otrzymał Nagrodę Państwową I stopnia. Postanowieniem z 23 grudnia 1999 został odznaczony przez prezydenta Aleksandra Kwaśniewskiego Krzyżem Komandorskim z Gwiazdą Orderu Odrodzenia Polski. W 2009 został odznaczony Złotym Medalem „Zasłużony Kulturze Gloria Artis”.